# My Time
My Time ( A Minha Vez) é uma música intepretada por Jade Ewen. Como resultado da sua vitória no Festival de selecção nacional britânico Eurovision: Your Country Needs You, realizado a 31 de Janeiro de 2009, esta música representará o Reino Unido no Festival Eurovisão da Canção 2009. Lloyd Webber afirmou que acompanhará Jane, tocando piano a seu lado no palco em Moscovo.
A música será apresentada na Final, de 16 de Maio de 2009.